# Leonetta Marcotulli
Leonetta Marcotulli (Roma, 2 gennaio 1929 – Roma, 20 aprile 2025) è stata una scultrice e pilota automobilistica italiana.

## Biografia

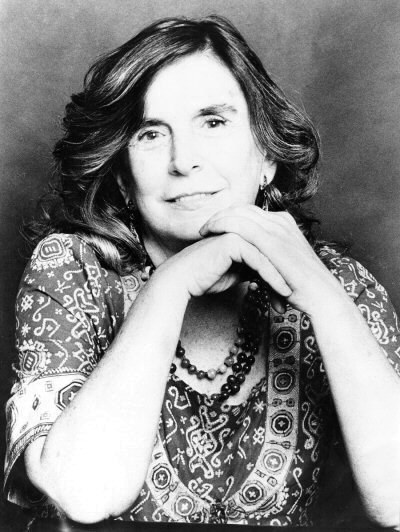
Leonetta Marcotulli

Nasce a Roma il 2 gennaio 1929. Ancora bambina si trasferì con la famiglia in Libia, dove lo zio, Florestano Di Fausto, progettava per Italo Balbo il grande Arco dei Fileni, un monumento che sorge nel mezzo del deserto proprio dove, la leggenda narra, s'incontrarono i due fratelli partiti di corsa, uno da Tripoli ed uno da Bengasi, per definire il confine. Vi rimase alcuni anni.
In seguito la famiglia si trasferì in Venezuela dove lei venne a contatto con culture che influenzeranno profondamente tutta la sua futura produzione artistica. Qui conobbe e sposò Renzo Durand de la Penne dal quale avrà tre figli: Lorenzo, Marina ed Alessandra. Sempre in Venezuela decise di seguire le orme del fratello Maurizio, diventando campionessa di automobilismo: vinse il IV Gran Premio Palmarejo-Caracas e il Gran Premio de Cuba.
Tornò in Italia e a Rieti scoprì il volo a vela; alla fine degli anni '50 divenne la prima donna in Italia a conseguire il brevetto per  pilotare l'aliante all'Aeroclub RIeti.
Ma fu a Roma che il suo spirito creativo venne alla luce, dove, coma amava ricordare, condivise gioie e dolori di tre generazioni di artisti.
Le opere della Marcotulli nacquero tra lo studio di Trastevere e quello di Rocca Canterano dove si dedicò con passione, oltre alla scultura, a quello che lei definiva giardinaggio romantico ove tra piante autoctone facevano qua e là capolino le cosiddette Donne Silenti o piccoli animali nati dalle sue mani.
Le sue creazioni vennero presentate per la prima volta a Roma, allo Studio del Canova, enigmatiche donne in cui era prorompente l'influenza del suo soggiorno in America Latina.
Da allora la sua variegata produzione fu esposta in tutta Italia, negli Stati Uniti alla Carib Art Gallery di New York, in Venezuela, in Argentina e in Francia.